# Ivan Buffa
Ivan Buffa (* 2. April 1979 in Košice) ist ein slowakischer Komponist, Pianist und Dirigent.

## Leben
Ivan Buffa begann seine Ausbildung am Konservatorium in Košice (1993–1999 Klavier bei Otakar Reiprich und Peter Kaščák, ab 1998 Komposition bei Jozef Podprocký). 2000–2005 setzte er seine Studien an der Hochschule für Musische Künste Bratislava (Vysoká škola múzických umení v Bratislave – VŠMU) in Klavier bei Ivan Gajan, Marián Lapšanský sowie Marcel Štefko und in Komposition bei Vladimír Bokes fort, bei dem er 2005–2008 auch ein Doktoratsstudium absolvierte. Parallel dazu studierte er 2000–2006 an der Universität für Musik und darstellende Kunst Wien Tonsatz bzw. Komposition bei Dietmar Schermann und Michael Jarrell (2007 Diplom mit Auszeichnung). Weiters besuchte er Kompositionskurse in Český Krumlov (Helmut Oehring, Lasse Thoresen, Marek Kopelent) und Reichenau (Gyula Fekete) sowie Interpretationskurse in Wien (György Kurtág) und Walderbach (Elena Nesterenko).
Als Komponist und Interpret ist Buffa bei Konzerten in vielen Ländern Europas vertreten, darunter bei Porträtkonzerten in Wien und Bratislava. Seit 2002 bildet er ein Klavierduo mit seiner Frau Diana Buffa (geb. Cibuľová), im gleichen Jahr begann eine künstlerische Zusammenarbeit mit der Sopranistin Petra Chiba. Seit 2005 wirkte er im auf zeitgenössische Musik spezialisierten Wiener ensemble LUX mit, 2008 gründete er das seither von ihm geleitete slowakische Quasars Ensemble, mit dem er sowohl internationale und slowakische Musik des gesamten 20. und 21. Jahrhunderts zur Aufführung bringt. Neben regelmäßigen Auftritten in Bratislava und Wien wirkt der Klangkörper bei internationalen Festivals mit, zudem erfolgten mehrere CD-Produktionen. Als Pianist und Dirigent brachte Buffa zahlreiche Werke zur Erstaufführung, darunter Stücke von Toshio Hosokawa, Michael Jarrell, Dai Fujikura, Bent Sørensen, Tristan Murail, Kaija Saariaho, Marek Kopelent, Julia Purgina und Roland Freisitzer. 2013–2021 war er Obmann des Slowakischen Komponistenverbandes. Er ist Mitglied in Festivalkomitees und Jurys, zudem unterrichtet er Komposition an der VŠMU in Bratislava. 2018 und 2019 unterrichtete er an der Musik und Kunst Privatuniversität der Stadt Wien (MUK), 2021 war er Dirigier-Coach für die Komponisten und Komponistinnen des Workshops Ink Still Wet in Grafenegg.

## Preise und Auszeichnungen
- 2004 2. Preis der Sommerakademie Reichenau
- 2007 Ján-Levoslav-Bella-Preis für Rituál
- 2009 Nominierung zum Ľudovít-Rajter-Preis[5]
- 2013 Krištáľové krídlo (Kristallflügel) für das Quasars Ensemble[6]

## Werke (Auswahl)

### Orchesterwerke
- Claudius (2000)
- Organismi für Mezzosopran, Kammerensemble und Orchester (2012)
- To the Unknown Voice (2021)

### Instrumentalkonzerte
- Konzert für zwei Klaviere und Orchester (2005)

### Kammerorchester
- Rituál (2006)

### Duos, Kammermusik und Ensemblewerke
- Tri dialógy s Mr. Fibonaccim (Drei Dialoge mit Herrn Fibonacci) für Violine und Violoncello (1998)
- Trio für Oboe, Klarinette und Fagott (2000)
- 1984 für Flöte, Oboe, Klarinette, Horn, Klavier, Violine, Viola und Violoncello (2000)
- Trio für Flöte, Klarinette und Violoncello (2003)
- Streichquartett (2001–2006)
- Quasars für Viola und Klavier (2006)
- Quasars für Violoncello und Klavier (2006)
- Melódia pre Romana Bergera (Melodie für Roman Berger) für Flöte, Blockflöte, Barockgeige und Barockcello (2008)
- Quasars für Viola solo und Ensemble (Flöte, Oboe, Klarinette, Klavier, Violine, Violoncello) (2008)
- Perpetum nobile für Klarinette und Klavier (2008)
- Nineteen Eighty-Four für Flöte, Oboe, Klarinette, Klavier, Schlagzeug, Violine, Viola und Violoncello (2009)
- Locatelli – Caprice für Violine solo und acht Instrumente (2009)
- …wieder morgen… für Flöte, Oboe, Fagott, Klavier und Streichquintett (2009)
- Rebirth für Flöte, Oboe, Klarinette, Klavier und Streichquintett (2011)
- Tandem für Flöte (Bassflöte) und Klarinette (Bassklarinette) (2010)
- Organismo für Flöte, Oboe, Klarinette, Klavier, Violine, Viola und Violoncello (2012)
- Tvorivý duch (Schöpfergeist) für Blockflöte, Shakuhachi, zwei Violinen, Viola, Violoncello, Klavier und Schlagzeug (2014)
- Identity für Flöte, Oboe, Klarinette, Trompete, Klavier, Schlagzeug und Streichquintett (2017)
- Fresco für Flöte, Klarinette, Violine, Violoncello und Klavier (2021)
- To the Unknown Voice für Viola und Klavier (2021)
- Agrapha für Ensemble (14 Instrumente) (2024)[7]

### Klavier solo, vierhändig und zwei Klaviere
- Nokturná für Klavier solo (1998)
- Akt für zwei Klaviere (2003)
- …Impulzy…Ozveny…Sny… (…Impulse…Echos…Träume…) für Klavier zu vier Händen (2004)
- Znútra (Von innen) für Klavier solo (2007)
- …gemeinsam… für Klavier zu vier Händen (2007)
- Con fuoco für Klavier solo (2018)
- Two für zwei Klaviere (2021)

### Diverse Soloinstrumente
- Caprice für Viola (2003)
- Chvenie (Zittern) für Orgel (2003)
- For Atti für Gitarre/E-Gitarre (2005)
- Caprice für Violine (2006)
- Aria für Bassflöte (2009)
- Caprice II für Violine (2011)
- Burlesque für Horn (2015)
- Mime für Blockflöte (2016)
- Harmonique für Akkordeon (2017)
- Caprice III für Violine (2018/19)
- Caprice IV für Violine "Minute" (2021)

### Stimme(n) und Instrument(e)
- Variationen für Geige und Sprechstimme (1998)
- Credo für Sopran (Mezzosopran) und Klavier (2007)
- Shunkashūtō (Vier Jahreszeiten) für Gesang und Flöte (2018)

### Elektroakustische Werke
- Morceau de fantaisie für Klavier und Elektronik (2003)
- Morceau de fantaisie II für Klavier zu vier Händen und Elektronik (2006)
- Morceau de fantaisie IIb für zwei Klaviere und Elektronik (2010)

Weiters instruktive Werke und zahlreiche Stücke für Kinder sowie Bearbeitungen von Werken anderer Komponisten (u. a. Alexander Albrecht, Johannes Brahms, Fritz Kreisler, Alexander Moyzes, Jozef Podprocký, Maurice Ravel, Franz Waxman)

## CD-Diskographie (Auswahl)

### Als Komponist
- …Impulzy…Ozveny…Sny… (…Impulse…Echos…Träume…) für Klavier zu vier Händen – auf New Slovak Music for Piano (Hevhetia, 2007)
- Locatelli – Caprice für Violine solo und Ensemble, Caprice für Violine solo – auf Quasars Ensemble: Contemporary Reflections (Hevhetia, 2011)
- Znútra (Von innen) für Klavier solo – auf Slovak Composers‘ Fifth Variations (Slovak Music Bridge, 2011)
- The Four Agreements für Sopran solo – auf Eva Šušková: Secret Voice (Slowakischer Musikfonds, 2015)
- For Atti E-Gitarre solo – auf Attila Tverďák: Elektrická Gitara (Hevhetia, 2015)
- Organismi für Mezzosopran, Kammerensemble und Orchester – auf New Slovak Music 2012 (Slowakischer Musikfonds[8], 2020)
- Aria und Butterfly für Flöte solo – auf Eric Lamb: Icons 2 (Orlando Records, 2021)
- Caprice III für Violine – auf Milan Paľa: Capricci (Pavlík Records, 2022)[9]
- To the Unknown Voice für Viola und Klavier – Hiyoli Togawa (Viola), Kiveli Dörken (Klavier) – auf Children! Hiyoli Togawa (BIS, 2023)
- Quasars für Viola und Ensemble, Caprice II für Violine solo, Streichquartett, Organismo für Ensemble, Rebirth für Ensemble, Trio für Flöte, Klarinette und Violoncello, Mime für Blockflöte, Tvorivý duch für Ensemble, Identity für Ensemble – auf Ivan Buffa: Identity (Kairos, 2023)[10]

### Als Bearbeiter
- Johannes Brahms: Wiegenlied op. 49 Nr. 4, Bearbeitung für Violine, Horn und Klavier – auf My Favorites: Bojidara Kouzmanova (Orlando Records, 2017)

### Als Dirigent
- Jozef Podprocký: Kammermusik (Slowakischer Musikfonds, 2005)
- Vladimír Bokes: Kammermusik (Slowakischer Musikfonds, 2009)
- Werke von Claude Debussy, Gustav Mahler, Alexander Albrecht, Francis Poulenc (Hevhetia, 2011)
- Werke von Ivan Buffa, Salvatore Sciarrino, Michael Jarrell, Bent Sørensen, Luciano Berio, Petra Bachratá – auf Quasars Ensemble: Contemporary Reflections (Hevhetia, 2011)
- Werke von Lukáš Borzík (Slowakischer Musikfonds, 2011)
- Werke von Ilja Zeljenka, Miro Bázlik, Vladimír Bokes, Roman Berger – auf Sergej Kopčák: Posledné slová (Letzte Worte) (Slowakisches Musikzentrum, 2012)
- Arnold Schönberg: Kammersinfonie Nr. 1, Alexander Albrecht: Sonatine für elf Instrumente, Paul Hindemith: Kammermusik Nr. 1 (Hevhetia, 2013)
- Néo-Classicisme. Werke von Alfredo Casella, Heitor Villa-Lobos, Georges Auric, Bohuslav Martinů, Alexander Albrecht, Alexander Moyzes, Alexandre Tansman (Hevhetia, 2015)
- Werke von Ilja Zeljenka (Real Music House, 2018)
- Witold Lutosławski: Tanzpräludien, Camille Saint-Saëns: Le carnaval des animaux, Oto Ferenczy: Concertino per 10 stromenti (Hevhetia, 2019)
- Jana Kmiťová: Kamea und Pavor nocturnus – auf Jana Kmiťová: Metamerie (Slowakischer Musikfonds, 2019)
- Viera Janárčeková: Arkádia – auf Viera Janárčeková: Dotyk (Kairos, 2023)[11]

### Als Pianist
- Jozef Podprocký: Concerto piccolo op. 32a – auf Jozef Podprocký: Kammermusik (Slowakischer Musikfonds, 2005)
- Werke von Zoltán Bognár, Jozef Podprocký, Vladimír Godár, Vladimír Bokes, Boško Milaković, Viera Janárčeková, Ivan Buffa – auf New Slovak Music for Piano (Hevhetia, 2007)
- Vladimír Bokes: Coll’Age op. 28, Klaviersonate Nr. 5 op. 79 – auf Vladimír Bokes: Kammermusik (Slowakischer Musikfonds, 2009)
- João Pedro Oliveira: Pyramids for two pianos – auf Quasars Ensemble: Contemporary Reflections (Hevhetia, 2011)
- Werke von Vladimír Bokes, Lukáš Borzík, Marián Lejava, Boško Milaković, Petra Bachratá, Miroslav Pejhovský, Rudolf Pepucha, Jozef Podprocký, Daniel Remeň, Juraj Vajó, Ján Zach – auf Slovak Composers‘ Fifth Variations (Slovak Music Bridge, 2011)
- Johannes Brahms: Intermezzo op. 118 Nr. 2 – auf My Favorites: Bojidara Kouzmanova (Orlando Records, 2017)
- Viera Janárčeková: Klavierkonzert – auf Viera Janárčeková: Dotyk (Kairos, 2023)